# Cargo
Cargo és una pel·lícula britànica dirigida per Clive Gordon. Ha estat doblada al català. El rodatge es realitza en un vaixell abandonat en el port de Barcelona.

## Argument
Chris (Brühl) és un jove que li agrada viatjar per tot el món amb tan sols una motxilla. En aquest cas viatja a Àfrica per viure noves aventures. Però el seu viatge es trunca sobtadament quan en robar un braçalet en un mercat ambulant acaba, després d'una batussa amb la policia, sense passaport i sense mitjans per tornar a casa.
L'única forma de tornar al seu país és fent de polissó en un vaixell de càrrega. Poc després de salpar, el noi és descobert: la seva presència és una amenaça per a la tripulació perquè la mercaderia que transporten és il·legal. Durant el viatge, entaula una ambigua relació amb el capità (Mullan), un home temible i encallit per la vida, però que encara conserva una mica de la seva antiga honradesa. No obstant això, un sol pas en fals podria ser fatal per a la seva vida.

## Repartiment
- Nikki Amuka-Bird: Subira.
- Daniel Brühl: Chris.
- Samuli Edelmann: Rhombus.
- Christopher Fairbank: Ralph.
- Peter Mullan: Brookes.
- Luis Tosar: Bautista.
- Gary Lewis: Herman.
- Samuli Edelmann: Rhombus.
- Pere Eugeni Font: Frank.
- Joan Serrats: Ramazan.
- Carlos Blanco: Sasha.
- Gonzalo Cunill: Frank.
- Babou Cham

## Crítica
- "Història incòmoda i absorbent (...) Puntuació: ★★★ (sobre 5)."[3]

- "Va poder ser un thriller diferent, dur i amb denúncia social. Però es queda en una oportunitat perduda. (...) Puntuació: ★★½ (sobre 5)."[4]

- "Claustrofòbica barreja d'intriga i drama (...) A destacar el paper de Brühl i el guió de Paul Laverty (guionista habitual de Ken Loach)."[5]